# Venturi Echelon 1
De Venturi Echelon 1, in 2022 omgedoopt tot Maeve 1, vervolgens in 2025 omgedoopt tot Maeve Jet is een concept voor een nieuw elektrisch passagiersvliegtuig van het Delftse bedrijf Maeve Aerospace Het is een hoogdekker met T-staart geschikt tussen de 50 en 95 passagiers. De planning is om in 2030 de eerste vliegtuigen operationeel te hebben.
Maeve 01 is een vliegtuig voor regionale vluchten van maximaal 1852 km. Voor de laadtijd wordt gerekend op ongeveer 35 minuten. De bedoeling is dat de accu’s ieder jaar worden vervangen, zodat het vliegtuig kan profiteren van de snelle ontwikkelingen op het gebied van 
batterijtechnologie. De artist impressions van het toestel (begin 2022) laten een gelijkenis zien met de ATR 42 en ATR 72 hoogdekkers. De aanschafprijs wordt geschat op 40 miljoen euro.